# Santiago Ramón y Cajal

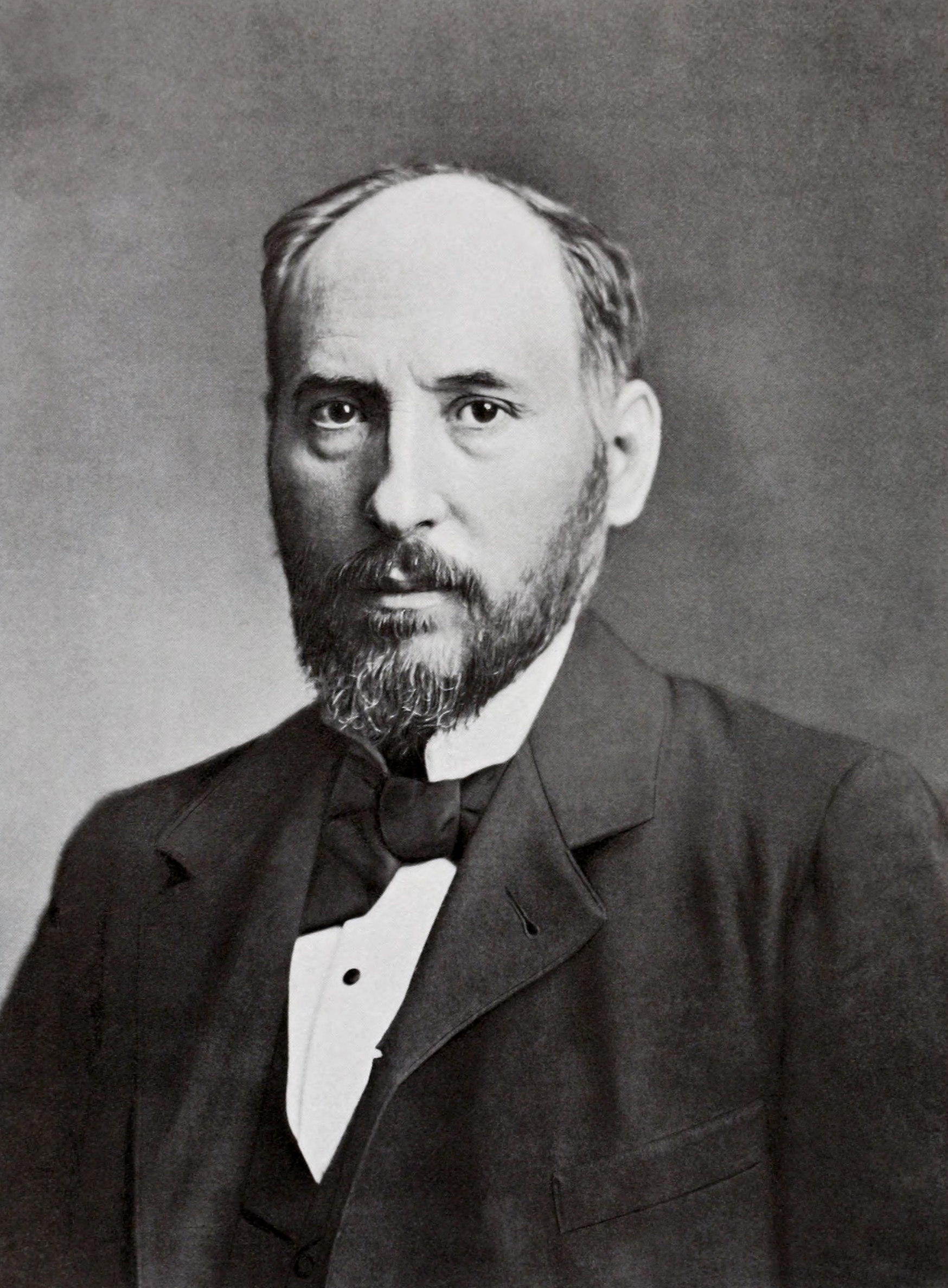
Santiago Ramón y Cajal, vor 1900

Santiago Felipe Ramón y Cajal (* 1. Mai 1852 in Petilla de Aragón, Navarra, Spanien; † 17. Oktober 1934 in Madrid) war ein spanischer Mediziner und Histologe sowie Hochschullehrer. Er erhielt 1906 den Nobelpreis für Physiologie oder Medizin gemeinsam mit dem italienischen Mediziner und Physiologen Camillo Golgi in Würdigung der Gesamtheit ihrer Studien und ihrer zahlreichen Veröffentlichungen. Santiago Ramón y Cajal arbeitete als Neurohistologe vor allem über die Feinstrukturen des Nervensystems, insbesondere des Gehirns und des Rückenmarks.

## Leben
Ramón y Cajal war der Sohn eines Arztes mit Interesse an der Anatomie, welcher selbst Sektionen durchführte. Die wechselnden Arbeitsorte seines Vaters brachten es mit sich, dass Ramón y Cajal seine frühe Kindheit in mehreren Orten und Städten Aragoniens, in Larrés (1853), Luna (1855), Valpalmas (1856) und Ayerbe (1860), verbrachte. Nach der Grundschule in Jaca absolvierte er Gymnasium und Abitur in Huesca. Im Alter von vierzehn Jahren erhielt er zudem zunächst eine Ausbildung zum Barbier. Nach der Übersiedelung seiner Familie nach Saragossa 1870 schlug er eine medizinische Laufbahn ein, wobei er auch seinem Vater an der medizinischen Schule bei Sektionen assistierte. Im Juni 1873 schloss er sein Studium ab und begann seine Karriere bei der Armee, wo er als Arzt in den Sanitätsdienst berufen wurde. In den Jahren 1874/1875 nahm er während des ersten kubanischen Unabhängigkeitskrieges an einer Expedition nach Kuba teil, wo er sich mit Malaria und Tuberkulose infizierte. Nach seiner Rückkehr nach Spanien 1875 nahm der junge Mediziner eine Stelle als Assistenzarzt an der Medizinischen Fakultät der Universität Saragossa an. 1877 wurde er an der Universität Complutense Madrid promoviert. 1879 wurde er Direktor eines Museums in Saragossa.
Im Jahr 1883 wurde Santiago Ramón y Cajal Professor für Beschreibende und Generelle Anatomie an der Universität Valencia, wo er an seinem späteren Werk Manual de Histología normal y técnica micrográfica arbeitete. 1887 wechselte er als Professor für Histologie und Pathologie an die Universität Barcelona und 1892, in den gleichen Fachrichtungen, an die Universität Complutense Madrid. 1900 wurde er Direktor des Instituto Nacional de Higiene und des Laboratorio de Investigaciones Biológicas.
1906 erhielt Santiago Ramón y Cajal, dem der über internationale Kontakte verfügende Anatom Albert von Koelliker zum Durchbruch verholfen hatte, den Nobelpreis für Physiologie oder Medizin, gemeinsam mit Camillo Golgi „in Anerkennung ihrer Arbeit über die Struktur des Nervensystems.“ Im selben Jahr wurde er zum korrespondierenden Mitglied der Akademie der Wissenschaften zu Göttingen gewählt, seit 1909 war er auswärtiges Mitglied der Royal Society. 1916 wurde er in die Académie des sciences in Paris und 1920 in die National Academy of Sciences gewählt. 1913 wurde er zum Ehrenmitglied (Honorary Fellow) der Royal Society of Edinburgh gewählt.
Seine herausragenden Arbeiten waren Textura del sistema nervioso del hombre y de los vertebrados (1899–1904) und Estudios sobre la degeneración y regeneración del sistema nervioso (1913/1914). Der Arzt starb am 17. Oktober 1934 in Madrid. Er war Mitglied einer spanischen Freimaurerloge in Saragossa. Er gilt gemeinsam mit Pío del Río Hortega, Tello, Nicolás Achúcarro und Rafael Lorente de Nó als Begründer der spanisch neurohistologischen Schule.
Santiago Ramón y Cajal war seit 1879 mit Silveria Fañanás García  verheiratet, das Paar hatte vier Töchter und drei Söhne.

## Leistungen
Ramón y Cajals bedeutendste Arbeiten waren Untersuchungen der Feinstruktur des Zentralnervensystems, auf denen auch Waldeyers 1891 formulierte Neuronentheorie aufbauen konnte. Cajal verwendete eine histologische Färbetechnik, die kurz zuvor von Camillo Golgi entwickelt worden war. Golgi fand heraus, dass, wenn man Gehirngewebe mit einer Silbernitrat-Lösung behandelte, eine verhältnismäßig kleine Anzahl von Neuronen im Gehirn dunkel gefärbt wurde. Dieses erlaubte Golgi, die Struktur einzelner Neuronen im Detail zu klären und führte ihn zu dem Schluss, dass Nervengewebe ein zusammenhängendes Geflecht (oder Netz) aus untereinander verbundenen Zellen bildet – ganz ähnlich, wie es vom Kreislaufsystem bekannt war.
Mit Golgis Methode kam Ramón y Cajal jedoch zu ganz anderen Erkenntnissen. Er postulierte 1887, dass das Nervensystem aus Milliarden einzelner Neuronen besteht und dass diese Zellen polarisiert werden. An Stelle eines zusammenhängenden Netzes schlug Cajal vor, dass Neuronen über spezielle Verbindungen – die Synapsen – miteinander kommunizieren. Der Begriff „Synapse“ war 1897 von Charles Scott Sherrington geprägt worden. Diese Hypothese wurde die Grundlage der Neuronenlehre, die besagt, dass die kleinste Einheit des Nervensystems das einzelne Neuron ist. Später wurde durch die Elektronenmikroskopie festgestellt, dass jedes Neuron vollständig von einer Zellmembran umgeben ist. Durch diese Entdeckung wurde Cajals Theorie gegenüber Golgis Hypothese gestärkt.
Mit der Entdeckung elektrischer Synapsen (gap junctions: Direkte Verknüpfungen zwischen Zellen, hier Nervenzellen), zeigte sich dann aber, dass auch Golgis Hypothese zumindest teilweise zutreffend war.
Ramón y Cajal postulierte, dass die Wachstumsrichtung und die Geschwindigkeit des Wachstums der Nervenfortsätze (Axon) über einen Wachstumskegel an ihren Enden gesteuert werden. Er hatte entdeckt, dass neuronale Zellen chemische Signale empfangen konnten, die eine Richtung für das Wachstum anzeigten (Chemotaxis).
Ramón y Cajal betrieb intensive Studien zum Nachweis qualitativer Unterschiede zwischen den Gehirnen von Menschen und Tieren. Hierzu stellte er die Hypothese auf: „Die funktionelle Überlegenheit des menschlichen Gehirns hängt sehr eng mit dem erstaunlichen Überfluss und der ungewöhnlichen Formenvielfalt der sogenannten Neuronen mit kurzen Axonen zusammen.“ Das war der Kern des Problems der Großhirnrinde, und schließlich musste er eingestehen: „… die unbeschreibliche Komplexität der Struktur der grauen Substanz ist so vertrackt, dass sie der hartnäckigen Neugier von Forschern trotzt und noch viele Jahrhunderte trotzen wird.“
1903 entdeckte Ramón y Cajal die 1999 nach ihm benannten Cajal-Körper in von ihm untersuchten Zellkernen.

## Konflikt mit Camillo Golgi
Die unterschiedlichen Ergebnisse, zu denen Golgis Färbemethode bei Golgi und Cajal führte, brachte eine Feindschaft zwischen den beiden hervor. Cajal entwickelte die Methode weiter, färbte Nervenzellen vor allem von Hühnern und kleinen Säugetieren und publizierte in der Zeit von 1888 bis 1891 etwa 45 Arbeiten über das Nervensystem. Doch wo Golgi der Ansicht war, die Neuronen seien durchgängig miteinander verbunden, argumentierte Cajal, dass das Gehirn aus autonomen Zellen bestehe. Als sie einen gemeinsamen Nobelpreis verliehen bekamen, waren sie alles andere als erfreut darüber. Das zumindest geht aus ihren Dankesreden hervor; beide Männer stichelten an den „vorsätzlichen Nichtberücksichtigungen“ und „abstoßenden Fehlern“ des anderen herum.

## Zeichnungen von Santiago Ramón y Cajal

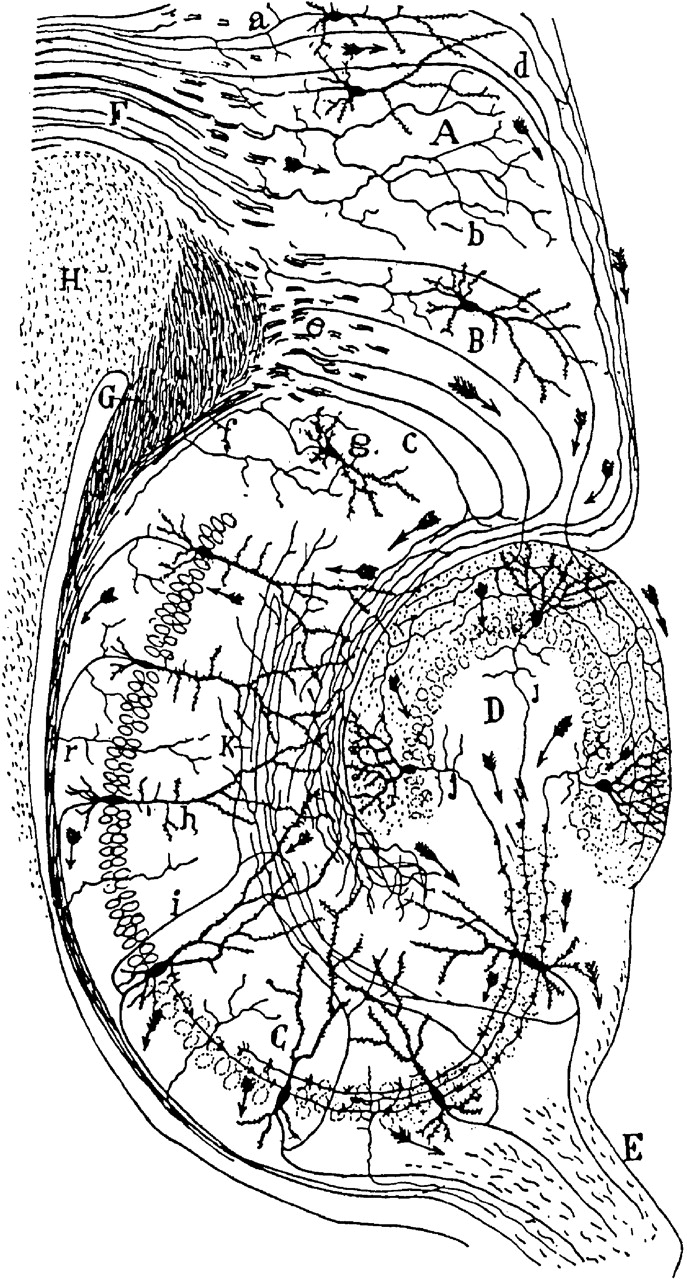
Zeichnung der neuronalen Verbindungen des Nagetier-Hippocampus. Histologie du Systeme Nerveux de l’Homme et des Vertebretes, Vols. 1 and 2. A. Maloine. Paris. 1911.
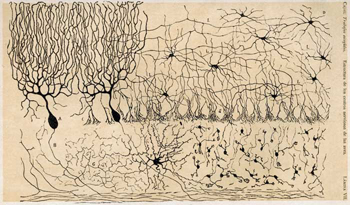
Zeichnung der Zellen des Hühner-Cerebellums. Estructura de los centros nerviosos de las aves, Madrid, 1905.
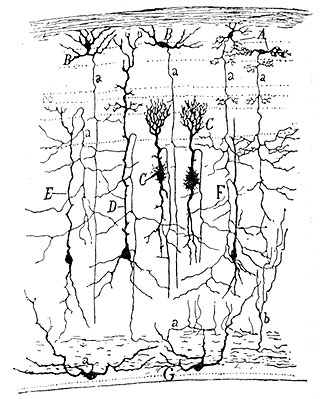
Zeichnung des Tectum opticum des Sperlings. Estructura de los centros nerviosos de las aves, Madrid, 1905.
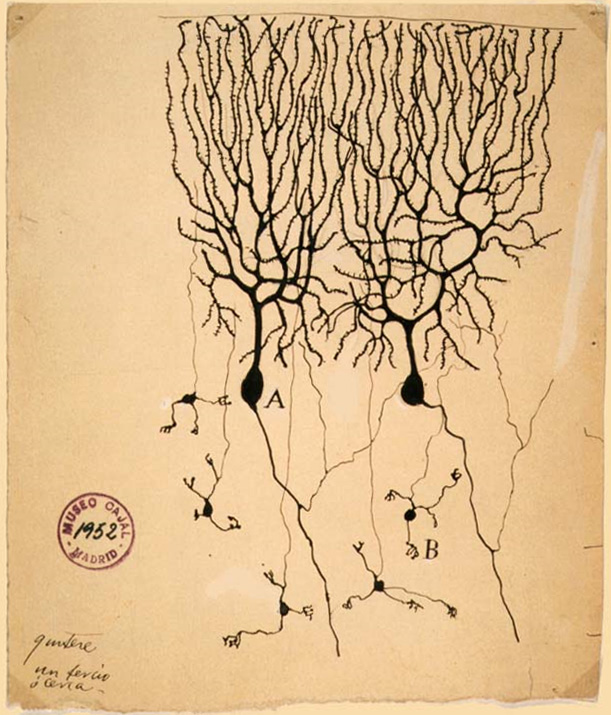
Zeichnung von Purkinjezellen (A) und Körnerzellen (B) des Cerebellums der Taube von Santiago Ramón y Cajal, 1899. Instituto Santiago Ramón y Cajal, Madrid, Spain.

## Ehrungen
- Der Mondkrater Cajal und der Asteroid (117413) Ramonycajal sind nach ihm benannt.
- Museum Santiago Ramón y Cajal
- Unter dem Titel "Archives of Santiago Ramón y Cajal and the Spanish Neurohistological School" sind die Archive Santiago Ramón y Cajals von der UNESCO in die Liste des Weltdokumentenerbes aufgenommen worden.[9]

## Veröffentlichungen
- Estudios sobre la degeneración de sistema nervioso. 2 Bände, Madrid 1913–1914.
- Vacation Stories. Five Science Fiction Tales. Ins Englische übersetzt von Laura Otis. University of Illinois Press, 2001.
- Advice for a Young Investigator. Ins Englische übersetzt von N. Swanson und L. W. Swanson. Bradford Book, MIT 1999.

## Belege
1. ↑  Instituto Nacional de Sanidad (España): D. Santiago Ramón y Cajal :(crónica de la velada necrológica). 26. Oktober 1934, abgerufen am 5. September 2019.
2. ↑  Andreas Mettenleiter: Das Juliusspital in Würzburg. Band III: Medizingeschichte. Herausgegeben vom Oberpflegeamt der Stiftung Juliusspital Würzburg anlässlich der 425jährigen Wiederkehr der Grundsteinlegung. Stiftung Juliusspital Würzburg (Druck: Bonitas-Bauer), Würzburg 2001, ISBN 3-933964-04-0, S. 435.
3. ↑  Eintrag zu Ramon y Cajal, Santiago (1852 - 1934) im Archiv der Royal Society, London
4. ↑  Fellows Directory. Biographical Index: Former RSE Fellows 1783–2002. Royal Society of Edinburgh, abgerufen am 15. Oktober 2019.
5. ↑  Ingrid Kästner: Santiago Ramón y Cajal. In: Wolfgang U. Eckart, Christoph Gradmann (Hrsg.): Ärztelexikon. Von der Antike bis zum 20. Jahrhundert. 1. Auflage. C.H. Beck, München 1995, S. 296; Ärztelexikon. Von der Antike bis zur Gegenwart. 2. Auflage. 2001, S. 259; 3. Auflage. Springer Verlag, Heidelberg / Berlin / New York 2006, S. 270. Ärztelexikon 2006, doi:10.1007/978-3-540-29585-3.
6. ↑  Paul Diepgen, Heinz Goerke: Aschoff/Diepgen/Goerke: Kurze Übersichtstabelle zur Geschichte der Medizin. 7., neubearbeitete Auflage. Springer, Berlin/Göttingen/Heidelberg 1960, S. 47.
7. ↑  Walle J. H. Nauta, Michael Feirtag: Neuroanatomie. Heidelberg 1990.
8. ↑  Juan A. De Carlos, José Borrel: A Historical Reflection of the Contributions of Cajal and Golgi to the Foundation of Neuroscience.
9. ↑  2017 | United Nations Educational, Scientific and Cultural Organization. Abgerufen am 14. März 2018 (englisch).

| Personendaten    | Personendaten                                              |
| ---------------- | ---------------------------------------------------------- |
| NAME             | Ramón y Cajal, Santiago                                    |
| ALTERNATIVNAMEN  | Ramón y Cajal, Santiago Felipe (vollständiger Name)        |
| KURZBESCHREIBUNG | spanischer Mediziner und Nobelpreisträger für Medizin 1906 |
| GEBURTSDATUM     | 1. Mai 1852                                                |
| GEBURTSORT       | Petilla de Aragón, Navarra                                 |
| STERBEDATUM      | 17. Oktober 1934                                           |
| STERBEORT        | Madrid                                                     |